# Catopuma
Catopuma é um gênero contendo duas espécies de felinos de pequeno porte da Ásia, o Gato-vermelho-de-bornéu (C. badia) e o Gato-bravo-dourado-da-ásia (C. temminckii).
Ambas as espécies possuem coloração de cor marrom-avermelhado, com marcas escuras na cabeça. Habitam as florestas do Sudeste asiático, com C. badia restrito à ilha de Bornéu. Originalmente, eram classificados como subespécies de um mesmo animal, mas análises genéticas corroboram ser duas espécies separadas.
As duas espécies divergiram entre sim entre 4,9 e 5,3 milhões de anos atrás, antes de Bornéu ter se separado do continente asiático e ilhas adjacentes. O táxon mais próximo do gênero é Pardofelis marmorata, que divergiu há cerca de 9,4 milhões de anos.